# Driopea clytina
Driopea clytina är en skalbaggsart som beskrevs av Francis Polkinghorne Pascoe 1858. Driopea clytina ingår i släktet Driopea och familjen långhorningar. Inga underarter finns listade i Catalogue of Life.